# Termoreglering
Termoreglering är en funktion i levande varelsers homeostas, där fysiologiska processer i kroppen anpassar kroppen till temperaturen i förhållande till omgivningen. Vissa djurarter anpassar kroppstemperaturen efter omgivningen (växelvarma), medan andra, däribland däggdjuren, med olika mekanismer försöker bibehålla samma kroppstemperatur oavsett omgivningens temperatur. Vinterdvala är en sorts termoreglering. Till termoregleringen räknas också inlärda beteenden som syftar till att balansera kroppstemperaturen gentemot omgivningen.
Idag delar man in djuren i två stora grupper: endoterma- och ektoterma djur. Ektoterma djur reglerar sin kroppstemperatur med hjälp av omgivningen. Endoterma djur kan istället reglera sin temperatur genom inre medel och är mindre beroende av omgivningen för att hålla en viss kroppstemperatur. Däggdjur och fåglar är exempel på endoterma djur medan till exempel fiskar, groddjur och ödlor är ektoterma djur.

## Grundläggande begrepp
Forskning inom zoofysiologi har visat att kroppstemperatur inte kan delas in i så grova fält som varm- och kallblodig. Upprätthållandet av kroppstemperatur omfattar istället ett brett spektrum av olika metoder hos olika djur vilket har fått forskarna att sluta använda dessa båda otillräckliga generella begrepp. Kallblodig är ett föråldrat begrepp som beskriver organismer, exempelvis ödlor, som reglerar sin kroppstemperatur på andra sätt än de som klassiskt kategoriseras som varmblodiga som exempelvis däggdjur och fåglar. Tidigare trodde man att kallblodiga djur helt saknade förmåga att reglera sin kroppstemperatur, och man antog att de var slavar under omgivningens temperaturskiftningar. Begreppet kallblodig är inte heller särskilt beskrivande, en krokodil som ligger och solar i Afrika har inte särskilt kallt blod. 
Begreppet varmblodig har klassiskt ställts som motsats till kallblodig vilket betecknar de djur vars fysiologi strävar efter en konstant kroppstemperatur. Varmblodiga djur kontrollerar sin kroppstemperatur genom att exempelvis höja förbränningen av fett när temperaturen i omgivningen minskar. Detta kostar energi och därför äter varmblodiga djur mer än kallblodiga.
De två huvudmekanismerna är ektotermi och endotermi. Underkategorier utgörs av homeotermi, heterotermi och poikilotermi. Utöver detta förekommer andra mekanismerna som ektotermal reglering, kleptothermi, bradymetabolism och tachymetabolism.

### Ektotermi
Djur vars kroppstemperatur är beroende av yttre faktorer för att regleras som exempelvis solen eller strömmande vatten. Termen härstammar från grekiskans: ecto- = "yttre," thermos = "värme". Ektotermi innebär att djuret är beroende av yttre medel för att reglera kroppstemperaturen. Det finns två varianter av ektotermi: 1) poikilotermi (växelvärme) 2) ektotermal reglering. De flesta organismer är poikiloterma det vill säga växelvarma vilket innebär att djuret varierar sin kroppstemperatur med omgivande temperatur. Eftersom ektoterma djur är mer beroende av temperaturen i sin omgivning än endoterma djur har de förra inte lika stor geografisk spridning. Stora delar av exempelvis orm- och ödlefaunan hittas sålunda i varma områden. Djur med ektotermal reglering kan upprätthålla konstant liknande kroppstemperatur. De kan till och med vara mer homeoterma (jämnvarma) än däggdjuren i vissa perioder.

### Endotermi
Djur som är beroende av invärtes processer som muskelskakningar, förbränning av fett och svettning för att kontrollera kroppstemperaturen. Termen kommer ur grekiskans: endo = "inuti," therm = "värme". Endotermi innebär att djuret är beroende av inre medel för att reglera kroppstemperaturen. Det finns tre varianter av endotermi: 1) homeotermi (jämnvärme) 2) regional heterotermi 3) temporal heterotermi. Homeotermi innebär att djuret upprätthåller konstant värme i hela eller stora delar av kroppen. Fåglar och många däggdjur är homeoterma. Heteroterma djur är helt enkelt icke fullständiga endotermater. Regional heterotermi innebär att djuret upprätthåller konstant liknande kroppstemperatur men bara i vissa delar av kroppen. Vithajen och tonfisken är exempel på djur med regional heterotermi. Temporal heterotermi innebär att djuret upprätthåller konstant liknande kroppstemperatur periodvis under året/dygnet. Djur som går i dvala är exempel på djur med temporal heterotermi.

## Övriga begrepp

### Homeotermi
Endoterma djur som upprätthåller liknande konstant kroppstemperatur i hela eller större delen av kroppen. Det vill säga djur som är endoterma fullt ut. Termen kommer ur grekiskans: homoios = "samma, liknande," therm = "värme".

### Heterotermi
Heteroterma djur är organismer som har flera olika temperaturreglerande mekanismer som används vid olika tillfällen eller i olika delar av kroppen. Det vill säga de upprätthåller konstant liknande kroppstemperatur i delar av kroppen (regional heterotermi) eller under vissa tidsperioder (temporal heterotermi). Vissa heteroterma djur kan exempelvis vara endoterma på dagen men poikiloterma på natten. Andra exempel är flera fladdermöss och mindre fåglar som är poikiloterma men bradymetaboliska när de sover. Exempelvis kan öron och ben hållas kallare än resten av kroppen, genom värmeväxling hos djur i klimat med mycket låg temperatur. En del insekter har en högre temperatur i mellankroppen, där de har sina flygmuskler, än i resten av kroppen.

### Poikilotermi
Poikiloterma djur är ektoterma djur vars kroppstemperatur varierar med växlingarna i den omgivande miljön. Termen härstammar från grekiskans: poikilos = "varierande," thermos = "värme").

#### Ektotermal reglering
Djur med ektotermal reglering är ektoterma djur som kan upprätthålla konstant liknande kroppstemperatur. Dessa djur kan till och med under vissa perioder vara mera homeoterma (jämnvarma) än däggdjuren.

## Människans termoreglering
Människans termoreglering utgörs fysiologiskt av processer som termoception, ämnesomsättning, blodcirkulation, och värmeutväxling med omgivningen, vilket fysiskt tar sig uttryck i bland annat svettning, flåsning, frossa, och värmealstring. Termoceptionen utgörs av bland annat termoreceptorer som emottar signaler från framför allt huden om kyla och värme till centrala nervsystemet vilket i sin tur reagerar genom att till exempel framkalla svettning, gåshud eller frossa. Värmeutväxlingen med omgivningen innebär att kroppen kan värmas upp av solstrålar, och att kroppen utsöndrar värme genom andningen och huden (på grund av hudens ytliga blodgenomströmning). Hudens värmeutsöndring kan hushållas genom att använda kläder som bevarar den uppvärmda luften nära kroppen. Blodet balanserar kroppsvärmen med att cirkulera den genom vener, kärl och artärer, och därmed utjämna temperaturskillnader i kroppen. Ämnesomsättningen reagerar på temperaturen bland annat genom påverkan på tyreoideastimulerande hormon (TSH) och tyreoideahormonerna, samt genom aktivering av de adrenerga receptorerna i bruna fettceller.